# کرگان (اردبیل)
کَرگان روستایی است که در استان اردبیل، شهرستان اردبیل، بخش هیر، دهستان هیر و در فاصله 6 کیلومتری روستای یایچی قرار دارد.
این روستا با قدمتی بسیار کهن در کوهپایه های رشته کوه تالش(مرز بین استان گیلان و استان اردبیل) و در ۱۸ کیلومتری شهر اردبیل در جاده خلخال(سرچم) قرار دارد.
از آثاری که در روستای کرگان و تپه ی معروف آن کشف شده معلوم می‌شود که قسمتی از این منطقه در ادوار باستانی، آباد و دارای ساکنینی بوده‌است.
بر اساس مطالعات علمی و آثار باستانی به جا مانده قدمت این روستا به عصر برنز آغازین (EBA)، ۳۵۰۰-۲۰۰۰ (پیش از میلاد) بر می گردد.

## آب و هوا
وجود رشته کوه‌های تالش در کناره‌های دریای خزر موجب متوقف شدن رطوبت در دامنه‌های آن گردیده و سبب بارش باران در این ناحیه می‌شود. بخشی از این بارندگی‌ها در ارتفاعات منجر به بارش برف می‌شود و به همین دلیل است که هوای کرگان بسیار خنک و مطبوع است. هوا در کرگان مه نسبی دارد و دمای آن در برخی از روزهای سرد زمستان به حدود ۵ درجه سانتی‌گراد زیر صفر می‌رسد. در شب‌های تابستان نیز گاه مردم به استفاده از لباس گرم نیاز دارند.

## زبان
مردم این روستا به زبان ترکی آذربایجانی سخن می گویند.

## جمعیّت
بر اساس سرشماری سال ۱۳۸۵ جمعیّت این روستا ۹۸۸ نفر با ۲۰۸ خانوار بوده‌است.

## کسب و کار
اکثریت مردم این روستا از طریق دامداری کشاورزی و باغداری به کسب درآمد مشغول هستند. به دلیل نزدیکی به شهرهای ساحلی دریای خزر همواره بعضی از ساکنین روستا از گذشته های دور در شیلات استان گیلان مشغول به کار بوده اند.

## جاذبه های گردشگری و موقعیت سرمایه گذاری
این روستا واقع در جغرافیایی کم نظیر و با طبیعتی بسیار سرسبز واقع در شریان اصلی عبور و مرور مسافرین داخلی و بین‌المللی می باشد. اخیراً پروژه های گردشگری متعددی در این روستا و حومه آن در دست احداث بوده که از جمله آن می توان به پروژه بزرگ دشت بهشت کرگان و احداث رستوران ها و غذاخوری های متعدد در آن اشاره کرد.
نزدیکی به مراکز گردشگری همچون دریاچه نئور ٫ باغهای وسیع گیلاس و آلبالو وسیب ٫ شهر هیر و شهر اردبیل و همچنین تعریض و گسترش بزرگراه سرچم و قرار گرفتن این روستا در نقطه عطف آن، این روستا را به مکانی مستعد جهت سرمایه گذاری و احداث پروژه های توریستی و همچنین صنعتی بدل کرده است.